# Naka (Ibaraki)
Naka (那珂市   Naka-shi?) es una  ciudad situada en la Prefectura de Ibaraki, en Japón. 
Al 1 de diciembre de 2013, Naka, tenía una  población 53.861 habitantes y una densidad poblacional de 551 personas por km². La superficie total es de 97,80 km².

## Creación de la ciudad
La moderna ciudad de Naka se estableció el 21 de enero de 2006, de la fusión de los pueblos de Naka (那珂 Naka-machi), y de Urizura (瓜連町 Urizura-machi), ambos desmembrados del Distrito de Naka (那珂郡 Naka-gun).

## Geografía
La población se encuentra ubicada al norte de la Prefectura de Ibaraki.
Su territorio limita al norte con  Hitachiōta; al noroeste con  Hitachiōmiya; al oeste con Shirosato; al sur con  Mito; al sureste con Hitachinaka; al este con  Tōkai, y al noreste con Hitachi.

## Puntos de interés
El Jardín botánico de Ibaraki, contiene un jardín de plantas acuáticas, un jardín de rocas, colecciones de camelias, coníferas y árboles de frutas tropicales, y un invernadero tropical. En total, el jardín cuenta con cerca de 70 especies de aves y 600 especies de plantas, incluyendo 240 especies de plantas tropicales, con aproximadamente 360 tipos de árboles en su jardín botánico.
El Parque Shizumine Furusato, es una parque al aire libre que contiene árboles de cerezos de florido sencillo y árboles de cerezos de florido doble.
El estadio Kasamatsu, es un estadio de múltiples usos en la ciudad de Naka, y actualmente se utiliza sobre todo para los partidos de fútbol, el estadio tiene una capacidad para unas 22.000 personas.
La fábrica Kiuchi Brewery (木内酒造) es una empresa de licores que produce cerveza, sake y otros licores destilados. Kiuchi Brewery fue establecido en 1823 en Naka.

## Instituto de Fusión de Naka
La Agencia Japonesa de Energía Atómica, opera un centro de investigación en la ciudad de energía de fusión, que alberga el JT-60, uno de los mejores reactores de fusión en el mundo. JT-60 (Japan Torus - 60) es el buque insignia del programa de fusión magnética de Japón, anteriormente dirigido por el Instituto de Investigación de Energía Atómica de Japón (JAERI) y actualmente dirigido por el Instituto de Fusión de la Agencia de Energía Atómica de Japón (JAEA) de Naka en la Prefectura de Ibaraki.

## Transporte
Por la Ruta Nacional 118 o por la Ruta Nacional 349 al sur, está comunicada con la capital de la prefectura, la ciudad de Mito.
Dispone de la entrada “Naka IC” de la autopista “Jōban Expressway” para desplazarse al suroeste a la metrópoli de Tokio; y por la misma autopista al norte, realizando empalme con las autopistas “Ban-etsu Expressway” y “Tōhoku Expressway” se llega a la capital de la Prefectura de Fukushima, la ciudad de Fukushima.
Dispone de seis estaciones: “Nukada Station”, “Minamisakaide Station”, “Kamisugaya Station”, “Nakasugaya Station” , “Shimosugaya Station” y “Godai Station” dentro de la ciudad para acceder a la vía férrea “Línea Suigun” para desplazarse a la ciudad de Mito.

## Galería de imágenes

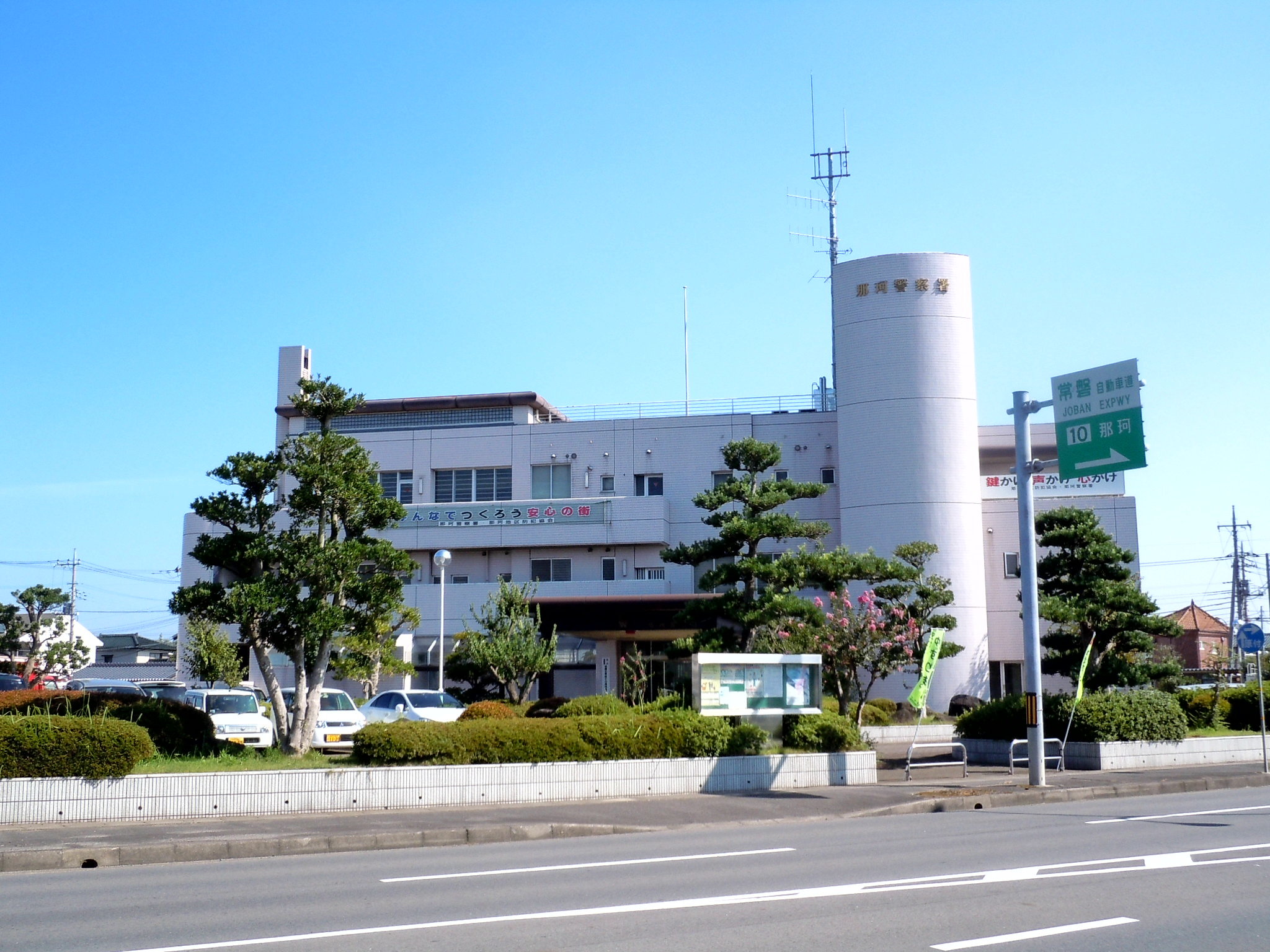
Estación de Policía.
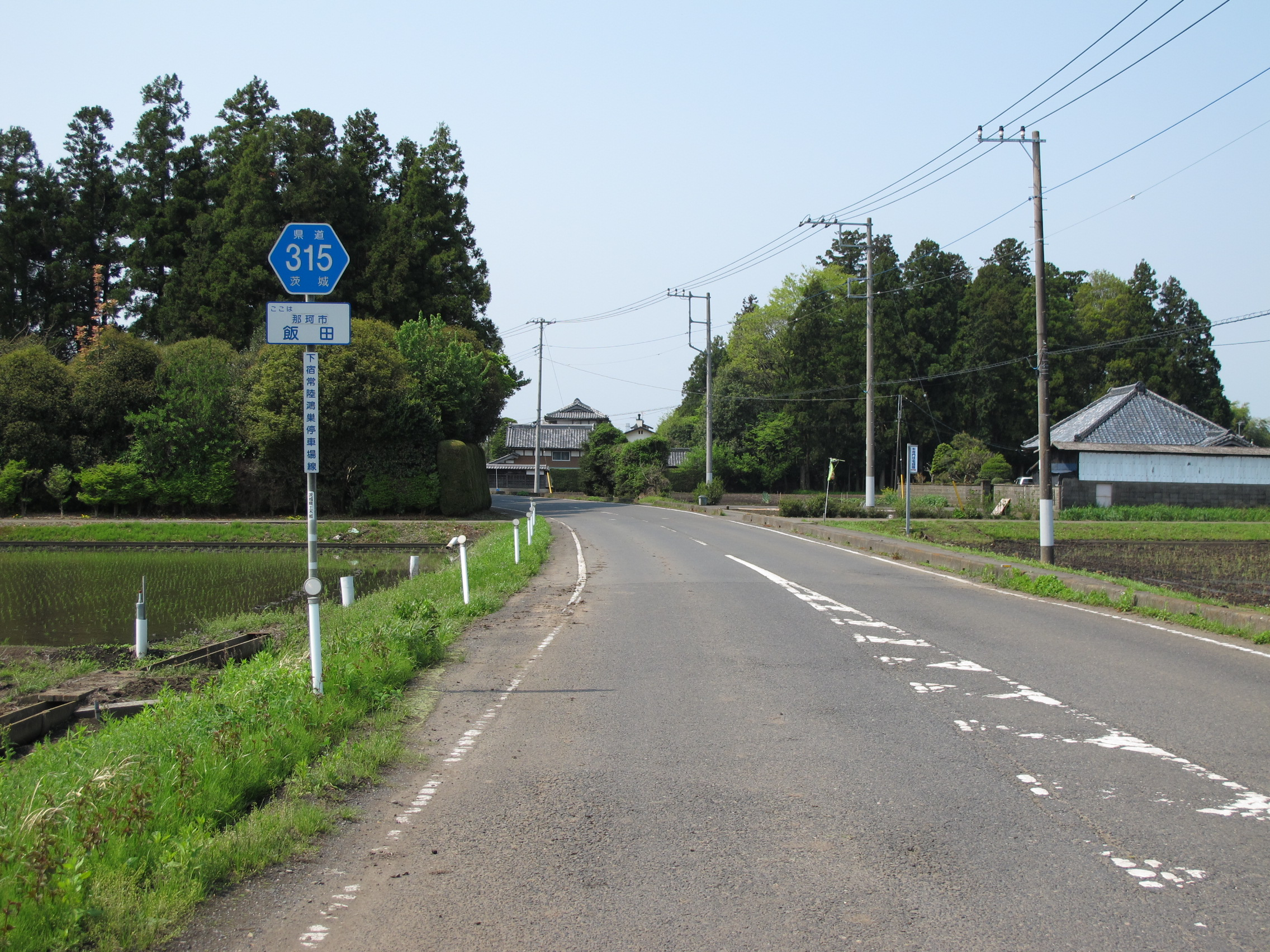
Ruta Prefectural 315 en Naka.
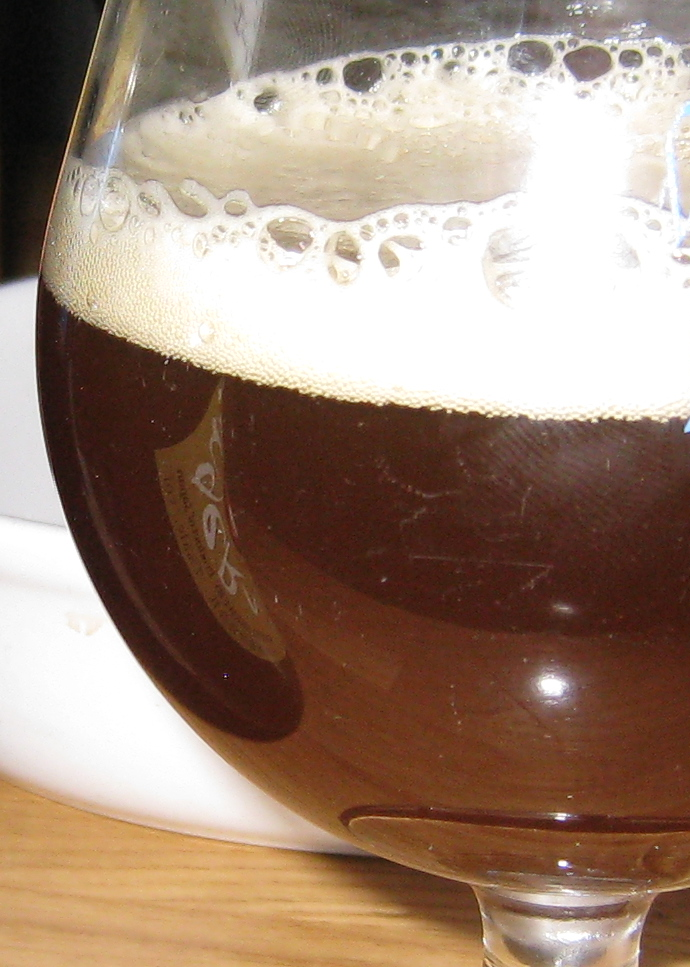
Cerveza artesanal Kiuchi Brewery
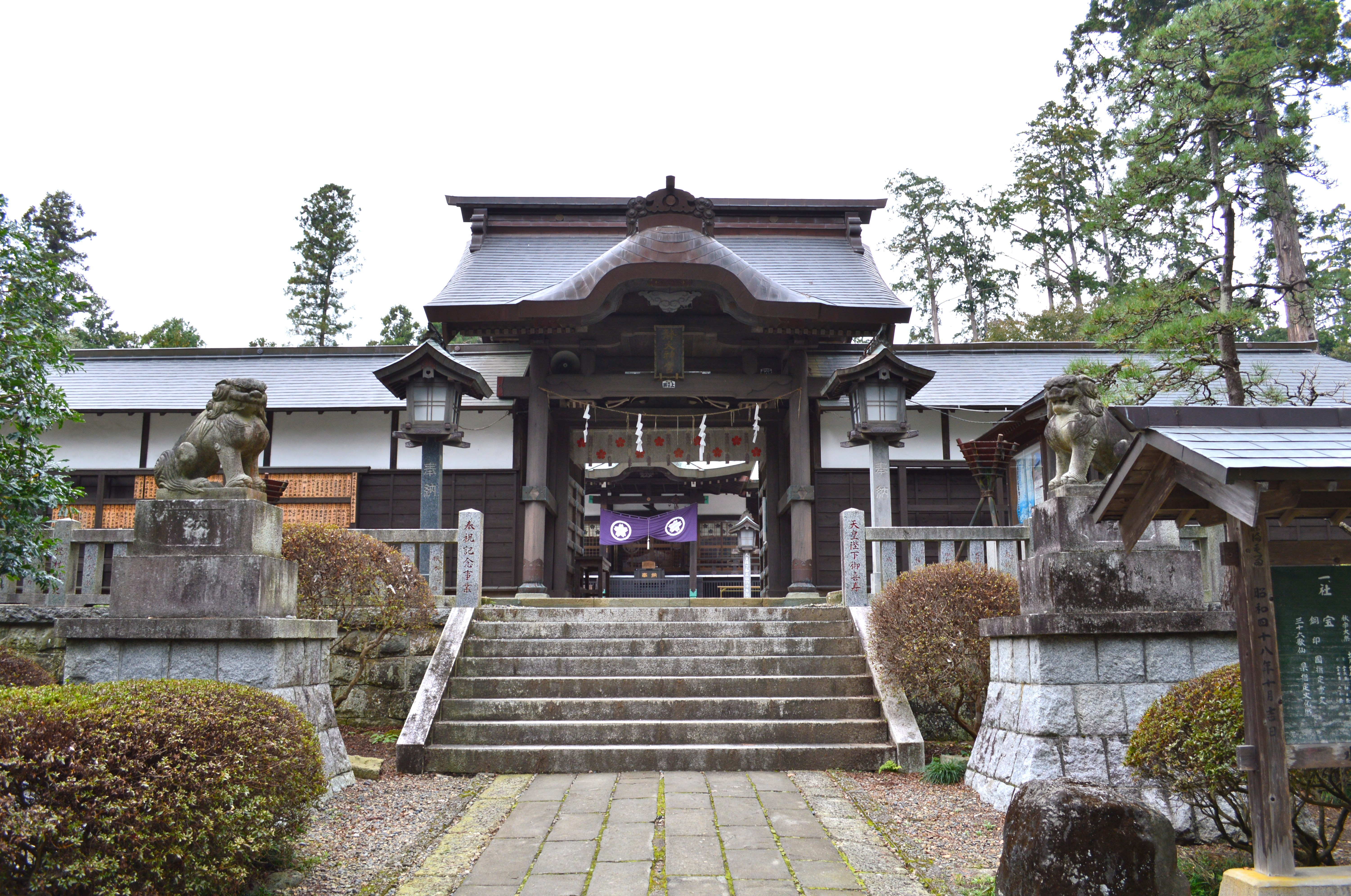
Santuario Shizu (Sintoísmo).
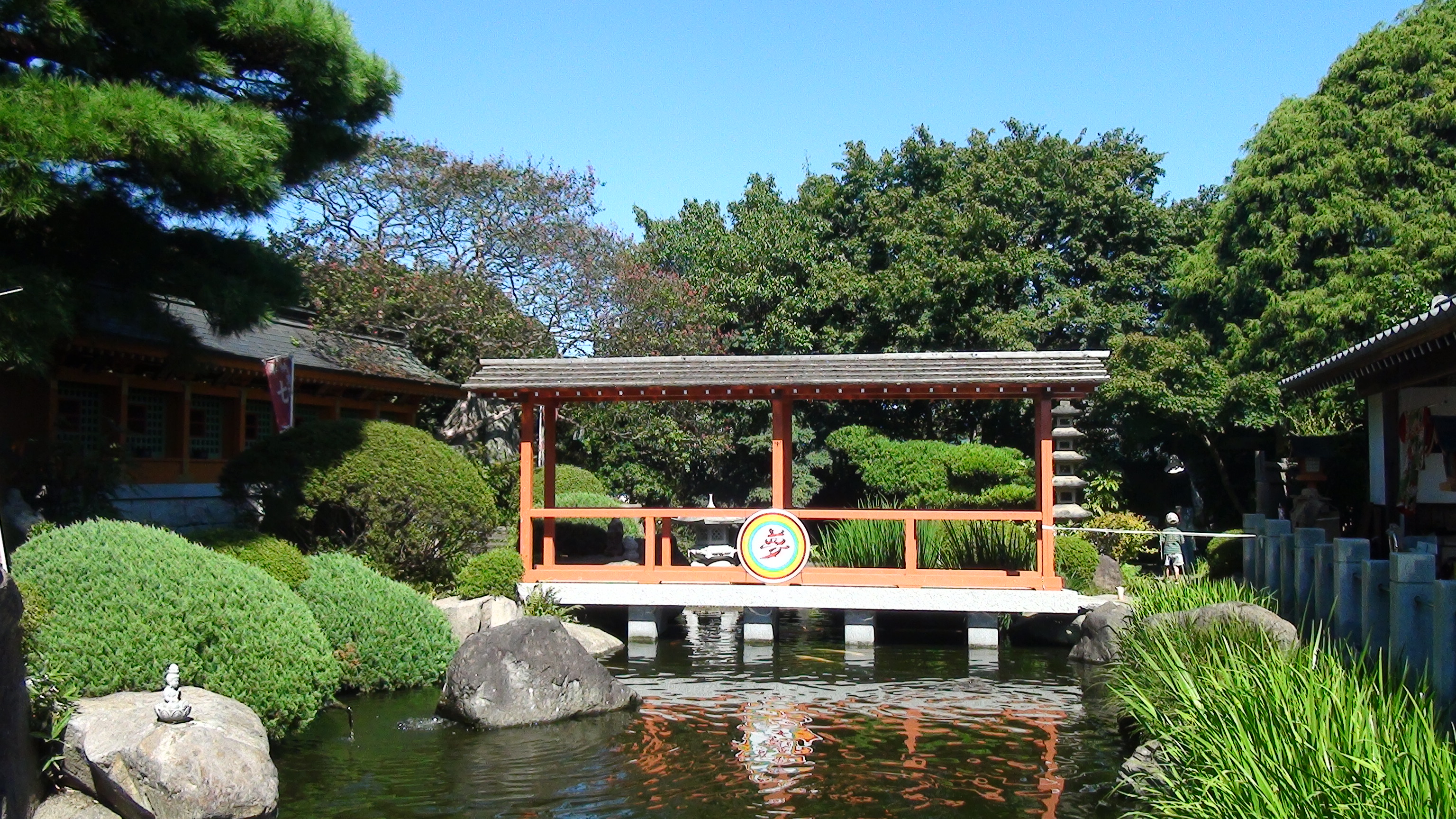
Centro Jō-in (Budismo).